# Sebastián Molano Benavides
Sebastián Molano Benavides (castellà: Juan Sebastián Molano)  (Paipa, 4 de novembre de 1994) és un ciclista colombià, professional des del 2015. Actualment corre a l'equip UAE Team Emirates. Combina la carretera amb el ciclisme en pista. En el seu palmarès destaquen dues victòries d'etapa a la Volta a Espanya.

## Palmarès en carretera
- 2014
  - Vencedor d'una etapa a la Volta a Colòmbia sub-23
- 2016
  - Vencedor d'una etapa a la Volta a la Comunitat de Madrid
  - Vencedor d'una etapa a la Volta a Colòmbia
  - Vencedor de 4 etapes al Clásico RCN
- 2017
  - Vencedor de 2 etapes a la Volta a l'Alentejo
  - Vencedor d'una etapa a la Clàssica de Girardot
- 2018
  -  1r als Campionats Panamericans en ruta
  - 1r a la Volta a la Xina I i vencedor d'una etapa
  - Vencedor de 2 etapes a la Volta a la Vall del Cauca
  - Vencedor de 2 etapes a la Tour de Xingtai
  - Vencedor d'una etapa a la Volta a la Xina II
  - Vencedor de 2 etapes a la Volta al llac Taihu
- 2019
  - Vencedor d'una etapa al Tour Colombia
- 2020
  - Vencedor de 3 etapes al Tour Colombia
- 2021
  - Vencedor de 2 etapes a la Volta a Burgos
  - Vencedor de 2 etapes al Giro de Sicília
- 2022
  - Vencedor d'una etapa als Boucles de la Mayenne
  - Vencedor d'una etapa a la Volta a Espanya
- 2023
  - 1r al Gran Premi de Denain
  - Vencedor d'una etapa a l'UAE Tou
  - Vencedor d'una etapa a la Volta a Burgos
  - Vencedor d'una etapa a la Volta a Espanya
  - Vencedor d'una etapa al Tour de Guangxi
- 2024
  - Vencedor d'una etapa al Tour de Croàcia
- 2025
  - Vencedor d'una etapa a la Volta a Hongria
  - 1r a la Classic Bruges-De Panne

### Resultats a la Volta a Espanya
- 2017. 152è de la classificació general
- 2019. 143è de la classificació general
- 2019. Abandona (9a etapa)
- 2022. 126è de la classificació general. Vencedor d'una etapa
- 2023. 147è de la classificació general. Vencedor d'una etapa

### Resultats al Giro d'Itàlia
- 2019. No surt (4a etapa)
- 2020. No surt (15a etapa)
- 2021. 126è de la classificació general
- 2024. 125è de la classificació general

## Palmarès en pista
- 2014
  - 1r als Campionats Panamericans en Òmnium
  - 1r als Campionats Panamericans en Persecució per equips